# Ритмерк
Ритмерк (словен. Ritmerk) — поселення в общині Ормож, Подравський регіон‎, Словенія.